# Cistus gardianus
Cistus gardianus är en solvändeväxtart som beskrevs av J.-p. Demoly. Cistus gardianus ingår i släktet Cistus och familjen solvändeväxter. Inga underarter finns listade i Catalogue of Life.